# عزیزتر از جانم
عزیزتر از جانم (به مصری جدید: أغلي من حياتي) فیلمی مصری در سبک درام عاشقانه به کارگردانی محمود ذوالفقار و بر اساس رمان خیابان فرعی (به انگلیسی: Back Street) نوشته فنی هرست محصول سال ۱۹۶۵ است. در این فیلم صلاح ذوالفقار و شادیه به ایفای نقش پرداخته‌اند.

## بازیگران
- صلاح ذوالفقار در نقش احمد
- شادیه در نقش مونا
- حسین ریاض در نقش نجیب
- مدیحه سالم در نقش مونا، دختر احمد
- سناء مظهر در نقش سهام، همسر احمد

## واکنش‌ها
داستان عاشقانه بین احمد و مونا به یکی از داستان‌های عاشقانه کلاسیک سینمای مصر بدل شد و این دو شخصیت اصلی، یعنی صلاح ذوالفقار و شادیه، در واقع در طول فیلم‌برداری این فیلم با یکدیگر ازدواج کردند.